# Рахмани, Шамседдин
Шамседдин Рахмани (араб. رحمانى شمس الدين‎, 15 сентября 1990) — алжирский футболист, вратарь клуба «Константина». Сыграл в одном матче за сборную Алжира.

## Клубная карьера
Шамседдин Рахмани начинал свою карьеру футболиста в алжирском клубе «ХАМР Аннаба» из своего родного города. Летом 2012 года он перешёл в другой клуб из того же города «УСМ Аннаба», а спустя два года — в «МО Беджая». 13 сентября 2014 года Рахмани дебютировал в алжирской Лиге 1, выйдя в основном составе в гостевом матче против команды «АСО Шлеф». В 2016 году он в составе «МО Беджаи» дошёл до финала Кубка Конфедерации КАФ, где защищал ворота алжирцев в обоих матчах против конголезского «ТП Мазембе».
Летом 2017 года Шамседдин Рахмани подписал контракт с алжирским клубом «КС Константина».

## Достижения
«МО Беджая»
- Вице-чемпион Алжира (1): 2014/15
- Обладатель Кубка Алжира (1): 2014/15
- Финалист Кубка Конфедерации КАФ (1): 2016